# Dojrzewanie na Samoa
Dojrzewanie na Samoa. Psychologiczne studium młodzieży w społeczeństwie pierwotnym napisane na użytek cywilizacji zachodniej (ang. Coming of age in Samoa. A Psychological Study of Primitive Youth for Western Civilisation) – książka popularnonaukowa amerykańskiej antropolożki kulturowej Margaret Mead wydana w 1928 r., studium życia dojrzewających dziewcząt na archipelagu Samoa.
W Polsce opublikował ją Państwowy Instytut Wydawniczy w 1986 r. wspólnie z pracami Dorastanie na Nowej Gwinei i Płeć i charakter w trzech społecznościach pierwotnych w przekładzie Ewy Życieńskiej i opracowaniu naukowym Krystyny Czerniewskiej.
Spotyka się opinie, że jest to „najpopularniejsza książka antropologiczna wszech czasów”. Opis wolnej miłości ludów pierwotnych, który w niej zawarła, przyczynił się do rewolucji seksualnej lat 60. XX wieku.
Sama autorka w przedmowie do wydania z 1961 r. pisała:

Była to pierwsza kompetentna praca poważnego antropologa napisana dla wykształconego laika, praca, w której świadomie odrzucono cały warsztat naukowy mający przekonać kolegów po fachu, a zamącić odbiór zwykłym czytelnikom.

## Problematyka
W 1925 r. Franz Boas wysłał Mead do prowadzenia prac terenowych na archipelagu Samoa (wysepka Taʻū). Była to jej pierwsza wyprawa terenowa. Wśród ludów Oceanii starała się znaleźć odpowiedź na pytanie: które zjawiska związane z dojrzewaniem są determinowane przez kulturę, a które przez fizjologię? Mead przebywała tam kilka miesięcy w latach 1925–1926.
W wydanej trzy lata później swej pierwszej publikacji naukowej, opierając się na spostrzeżeniach poczynionych wśród mieszkańców Samoa, Mead napisała, że to kultura, środowisko społeczne kształtuje zachowanie człowieka. Co do społeczeństwa samoańskiego zauważyła, że wypracowane tam mechanizmy kulturowe umożliwiają bezkonfliktowe przejście nastolatków do dorosłości. W dużej mierze jest to spowodowane panującą tam atmosferą wolności i przyzwolenia, która m.in. pozwala na swobodną inicjację seksualną, łagodzącą stres związany z dojrzewaniem.
W przedmowie książki Franz Boas napisał:

Przyzwyczajeni jesteśmy uważać wszystkie działania nierozłącznie związane z naszą własną kulturą, wzorce, których się automatycznie trzymamy, za typowe dla całej ludzkości. Tkwią one głęboko w naszym zachowaniu. Zostaliśmy ukształtowani na ich podobieństwo, toteż chcąc nie chcąc myślimy, że muszą one obowiązywać wszędzie. Grzeczność, skromność, dobre maniery, życie w zgodzie z określonymi normami etycznymi to cechy powszechne, nie jest jednak powszechne to, co o grzeczności, skromności, dobrych manierach i normach etycznych stanowi. Warto wiedzieć, że normy te różnią się między sobą w sposób jak najmniej oczekiwany. A tym bardziej warto wiedzieć, jak reaguje na te normy jednostka.

## Odbiór
Barwnie i przystępnie napisana książka stała się bestsellerem, zapewniając autorce w Ameryce sławę akademickiej celebrytki i status gwiazdy mediów. Do jej śmierci książka stała się najbardziej znaną pracą antropologiczną, jaką kiedykolwiek opublikowano. Przetłumaczono ją na szesnaście języków i wydawano w milionowych nakładach. Przez lata była również jedną z podstawowych lektur studentów antropologii.

### Kontrowersje
W 1983 r., pięć lat po śmierci Mead, nowozelandzki antropolog Derek Freeman, opublikował książkę Margaret Mead and Samoa: The Making and Unmaking of an Anthropological Myth, w której zakwestionował główne wnioski Mead o seksualności Samoańczyków. Autor wskazywał, że społecznością samoańską wcale nie kieruje większa swoboda obyczajów niż ta panująca w innych społecznościach prymitywnych, a dane zebrane przez Mead były raczej fantazjami informujących ją miejscowych dziewcząt i nie spełniały kryteriów naukowości. Krytyka wywołała kontrowersje wśród antropologów. Grupa badaczy starała się wykazać, że jest ona oparta na wątpliwej metodyce i na gotowych tezach.
W 1999 r. Freeman opublikował kolejną książkę The Fateful Hoaxing of Margaret Mead: A Historical Analysis of Her Samoan Research, włączając w to wcześniej niedostępny materiał. Od tego momentu większość antropologów bardzo krytycznie podchodziło do argumentów Freemana. Częsta krytyka była spowodowana tym, że Freeman źle interpretował badania i wywiady Mead. Kontrowersja do dziś nie została jednoznacznie wyjaśniona, a obydwie strony sporu wciąż publikują teksty uzasadniające swoje stanowiska.
Niezależnie od tego jej opis wolnej miłości ludów pierwotnych przyczynił się do rewolucji seksualnej lat 60. XX w.